# AMD K6-III

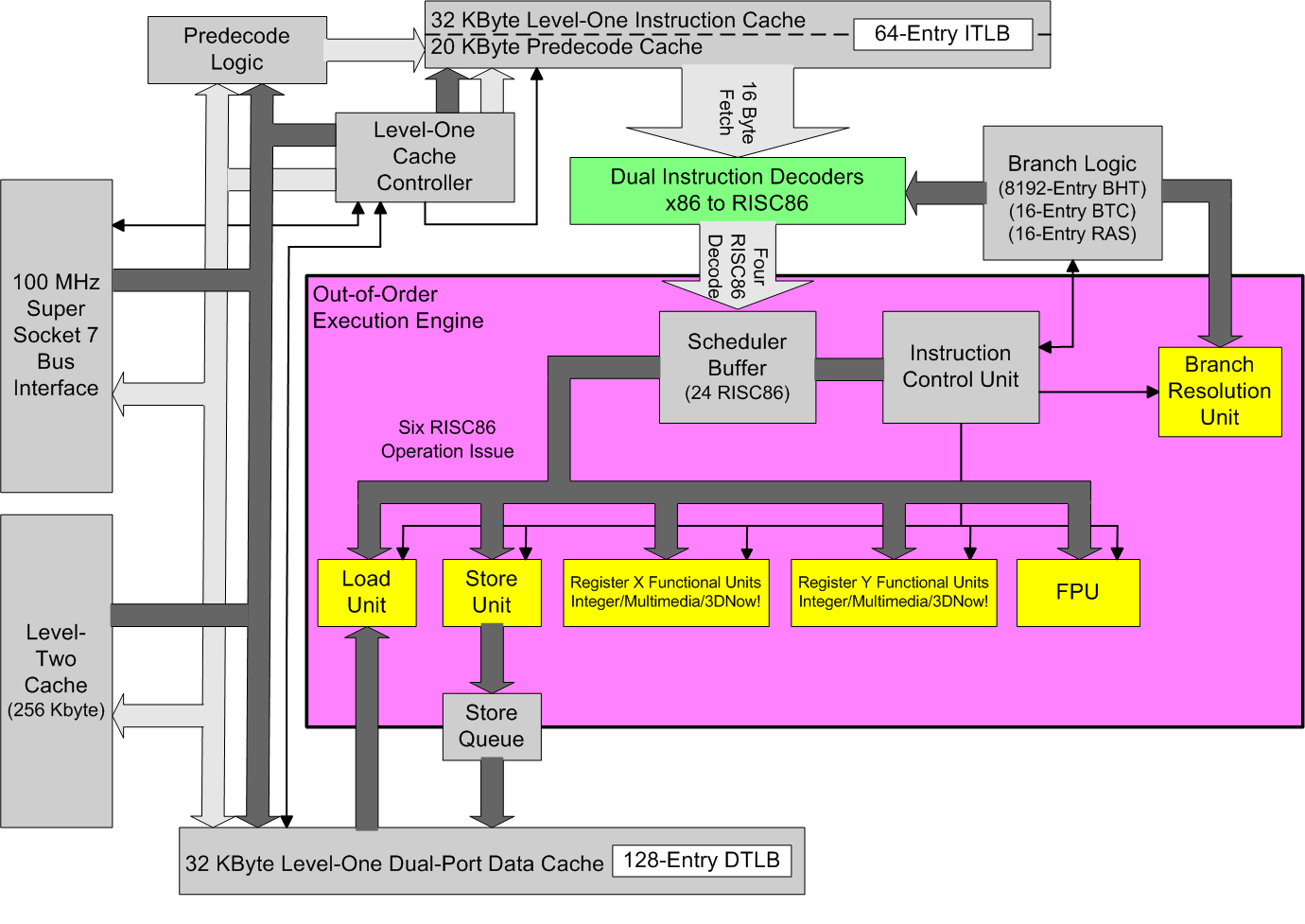
Architektura procesoru K6-III

AMD K6-III je mikroprocesor architektury x86 od společnosti AMD a současně poslední a nejvýkonnější mikroprocesor pro základní desky s paticí Super Socket 7.
Koncepce procesoru je jednoduchá, je to upravený procesor K6-2 s přidanou L2 cache přímo na procesoru. Obsahuje 21,4 milionu tranzistorů a vyráběl se ve frekvencích 400 až 550 MHz.

## Varianty procesoru

### K6-III (Sharptooth, 250 nm)
- L1 Cache: 32 + 32 KB (Data + Instrukce)
- L2 Cache: 256 KB (stejná frekvence jako jádro)
- Multimediální rozšíření: MMX a 3DNow!
- Patice Super Socket 7, sběrnice 100 MHz
- Napětí jádra: 2.2 V nebo 2.4 V
- Uveden na trh: 22. únor, 1999
- Frekvence: 400 a 450 MHz

### K6-III+ (180 nm)
- L1 Cache: 32 + 32 KB (Data + Instrukce)
- L2 Cache: 256 KB (stejná frekvence jako jádro)
- Multimediální rozšíření: MMX a Extended 3DNow!
- Patice Super Socket 7, sběrnice 95 či 100 MHz
- Napětí jádra: 1.8 V nebo 2.0 V
- Uveden na trh: 18. duben, 2000
- Frekvence: 450, 475, 500, 550 MHz